# Auguste Cahours
Auguste André Thomas Cahours, né le 2 octobre 1813 à Paris où il est mort le 17 mars 1891, est un chimiste français dont la contribution à la chimie organique est l’une des plus grandes de l’histoire.  
Il découvrit, entre autres, les procédés de synthèse de plusieurs molécules chimiques, dont le toluène, le xylène, plusieurs organomagnésiens et les dérivés de phosphine et d’arsine.

## Biographie
Auguste Cahours passe de nombreuses années à étudier les cycles aromatiques de molécules provenant de fruits. Il est impliqué dans l’établissement de plusieurs principes de chimie moderne, dont la théorie de valence, la densité de vapeur et l’utilisation du PCl5.
En outre, il est reconnu pour ses habiletés d’expérimentateur alors qu’il rencontre plusieurs difficultés lorsque vient le temps de caractériser des alcools souvent impurs et insolubles dans l’eau. Les résultats de ses recherches sont incontestés pendant plus de cinquante ans et il reste, avec Whöler, Liebig et Laurent, l’un des chimistes ayant fait le plus de découvertes dans l’étude des dérivés aromatiques. Ses recherches auront ainsi permis le développement de la partie des composés aromatiques de la chimie organique.

### Jeunesse
Auguste Cahours est né le 2 octobre 1813 à Paris. Il est le premier des deux enfants de Rose Adélaïde Cartront et André Cahours, fonctionnaire au ministère des Finances de France puis tailleur. Il possède d’ailleurs sa propre boutique sur la rue de Provence, à Paris. 
Auguste Cahours a un jeune frère nommé Louis qui naît le 18 juin 1820. Il fréquente le lycée de son quartier avant d’être admis, en 1833, à l’École polytechnique,, d’où il obtient son diplôme en 1835 et où il retourne par la suite en tant que professeur de chimie.

### Carrière
Après sa graduation, il grossit les rangs du Corps d’État-Major de l’armée française, qu’il abandonne rapidement et soudainement pour se concentrer sur son intérêt pour la recherche scientifique. Il devient, après son passage dans l’armée, l’élève du chimiste Michel Eugène Chevreul et son « préparateur », poste qu’il occupe, à partir de 1836, pendant quatre ans au Muséum national d'histoire naturelle,,,.
En 1839, il est transféré au laboratoire privé de Jean Baptiste Dumas qui le nomme, la même année, « répétiteur » à l’École centrale des arts et manufactures. Dumas le met également responsable des laboratoires des étudiants. Un an plus tard, il devient, à titre de bénévole, « répétiteur adjoint » à la Polytechnique, poste qu’il occupe pendant onze ans, jusqu’à ce que, en 1851, il soit nommé « examinateur de sortie » à la même école. Son rôle est alors de surveiller la progression des élèves de l’école Polytechnique pendant leurs études et de les classer en fonction de leur mérite à leur sortie de l’école. En même temps qu'il accède à ce nouveau poste, il est nommé membre du Conseil de Perfectionnement de l’école et remplace son ancien mentor, Chevreul, qui s’était résigné.
Entretemps, Cahours obtient le titre de docteur en science à la faculté des sciences de Paris en 1845 et prend la place de Dumas, la même année, à la chaire des cours de chimie générale de l’École centrale, poste qu’il conserve jusqu’en 1870,,.
Pendant sa carrière, il occupe à de nombreuses reprises le poste de professeur de chimie. En effet, il est nommé, en 1851, professeur de chimie à l’École d’Application de la Manufacture des Tabacs. Il remplace même Dumas à deux reprises dans ses cours de chimie : la première fois en 1851 à la Sorbonne, puis, une autre fois, à la chaire de chimie de l’École centrale des arts et manufacture,.
Ce n’est qu’en 1888 qu’il quitte officiellement l’École polytechnique.

## Vie privée
Auguste Cahours se marie à Maria Robillard (née en 1821). Celle-ci lui donne deux enfants : Georges, l’aîné, et André, le cadet. Une série de tragédies survenues entre 1867 et 1871 lui enleve sa femme, son frère et ses deux fils, le cadet ayant été tué lors de la guerre franco-allemande. En 1881, à l’âge de 68 ans, il se remarie avec Madeleine Levant. Il meurt dix ans plus tard, le 17 mars 1891, à l’âge de 78 ans, à Paris,.

## Découvertes
Les découvertes d’Auguste Cahours sont nombreuses et touchent à une variété de domaines. Il travaille en collaboration avec de nombreux scientifiques renommés, dont Bineau, Hofmann et Gerhardt.
Avec Bineau, Cahours parvient à déterminer les densités de vapeur sous la pression atmosphérique. Puis, avec August Wilhelm von Hofmann, il découvre l’alcool allylique. En fait, les travaux de Cahours sont, pendant sa carrière, orientés dans trois directions : 
1. La découverte et l’invention de produits nouveaux (alcools amylique et allylique, toluène, xylène, hydrocarbures aliphatiques, acides cuminique et anisique, anéthole, dérivés halogénés et nitrés, pipéridine, vitelline, composés organométalliques)
2. La mise au point d’outils méthodologiques (chloration par PCl5, sulfonitration, synthèse d’esters de phénols, identifications par voie chimique à l’aide d’un faisceau de dérivation, utilisation systématique des analogies)
3. Importantes contributions à l’élaboration des théories (la valence : phosphines, arsines, organométalliques, thiols ; l’isomérie en série aromatique; la théorie atomique: densités de vapeur; concepts de série et de fonction: alcools, série allylique, organométalliques, passage entre séries et entre fonctions; alcaloïdes : acides aminés).

Dans le laboratoire de Dumas, il étudie l’essence de pomme de terre. En fait, à partir d’un seul échantillon impur d’un litre appartenant à Chevreul, il parvient à la définir et à la caractériser comme étant un alcool. Il lui donne le nom d’alcool amyllique,,,. À cette époque, ni la différence, ni les méthodes de distinction entre les alcools primaire, secondaire et tertiaire ne sont bien établies et il n’existe pas de spectroscopie. Ce produit, avec l’esprit-de-vin (éthanol), l’esprit-de-bois (méthanol) et l’éthal de Chevreul (alcool cétylique), devient le quatrième membre de la série des alcools,.
De plus, en collaboration avec de nombreux scientifiques, il permet des avancées extraordinaires dans la catégorisation de composés plus ou moins connus ou carrément inconnus comme le cumène. Ce dernier ayant été découvert en collaboration avec Gerhardt lorsqu’ils font subir la même réaction que Mistcherlich fait subir à l’acide benzoïque, mais, cette fois ci à l’acide cuminique. Leur intérêt pour les composés benzoïques les mènent à la découverte de nombreux composés aromatiques dont le cumène, le cymène et le cinnamène (le styrène),.
Cahours fait également de nombreuses recherches sur l’acide salicylique et ses dérivés qu’il obtient grâce à « l’essence de wintergreen », cette dernière étant issue d’une plante connue sous le nom de Gaulthérie couchée. La technique qu’il utilise pour obtenir cet acide est reproduite de nombreuses fois par d’autres scientifiques qui désirent s’en procurer également, avant d’être remplacée par un procédé industriel, la réaction de Kolbe, établie par Adolph Wilhelm Hermann Kolbe entre 1843 et 1845. Cette réaction met en jeu le phénolate de sodium qui, après avoir été traité au CO2 sous pression, à haute température et à l’acide sulfurique, forme de l’acide salicylique.
Cependant, ce n'est pas la seule technique qu’il développe qui est utilisée de nombreuses fois par la suite. En effet, les travaux de Cahours le mènent à déterminer précisément la densité de vapeur de nombreux composés, dont l’acide acétique, ce qui le mène, éventuellement, à développer un procédé général permettant d’obtenir des chlorures d’acide. En effet, Cahours observe que les densités de vapeurs sont influencées par la température du composé. Ainsi, il prouve que les corps organiques volatils ne correspondent pas tous à quatre volumes de vapeur, comme on le croyait à l’époque, en considérant que l’unité de volume utilisé en guise de référence est une quantité d’oxygène égale à huit. De ces croyances en résulte des contradictions entre les équivalents de différents corps déduits par la densité de vapeur et ceux déduits par des considérations chimiques des corps organiques. En observant de plus près ces composés, Cahours montre que ces densités incohérentes sont prises à des températures peu élevées au–dessus du point d’ébullition des corps. Il poursuit ses recherches et démontre que les valeurs des densités se rapprochent des densités théoriques à mesure qu’on approchait le point d’ébullition, et que ces valeurs devenaient égales à une température d’environ 120 degrés supérieure au point d’ébullition du corps organique.  
C’est par la suite, alors qu’il s’intéresse au perchlorure de phosphore, que Cahours pose un précédé général qui permet d’obtenir les bases des chlorures d’acide, en se basant sur la réaction isolée par Liebig et Wöhler auparavant.
Auguste Cahours travaille également sur les organométalliques et montre que plusieurs substances, dont l’étain, cherchent naturellement à adopter une configuration saturée (SnX4).

## Récompenses
- Commandeur de la Légion d'honneur (1880)

Cahours est doublement honoré du prix Jecker par l’Académie des sciences : une première fois en 1860 pour ses travaux sur les radicaux (prix qu’il partage avec Wurtz) puis, une deuxième fois, pour ses découvertes sur les densités de vapeur sept ans plus tard, en 1867.
En outre, on l’honore successivement des titres de chevalier (1846), officier (1863) et commandeur (1880) de la Légion d’honneur.
En 1870, après la guerre franco-allemande et avec l’aide d’Hoffman, il est le premier scientifique français à être recruté par la Société chimique allemande. Il est également membre de nombreux autres ordres scientifiques, dont  : 
- La Société philomatique
- L’Académie des sciences et belles-lettres de Rouen
- L’Académie des sciences
- L’Académie des Cherbourg
- L’Académie de Dijon
- La «Chemical Society of London»
- La «Berlin Academy» (en tant que correspondant)[1]
- L’Académie des sciences de Saint-Pétersbourg